# Henryk von Wacholz
Henryk von Wacholz  Heinrich von Wacholz również Wachholz lub Wacholt – rzymskokatolicki duchowny, biskup kamieński.